# Mercan'Tour Classic Alpes-Maritimes
La Mercan'Tour Classic Alpes-Maritimes est une course cycliste masculine d'un jour française créée en 2020 et qui se déroule autour de Valberg dans les Alpes-Maritimes. L'épreuve est classée par l'UCI en catégorie 1.1 dans l'UCI Europe Tour depuis sa création.

## Histoire
À la base du projet se trouve l'équipe d'organisation des Mercan'Tour Granfondo, cyclosportives se déroulant dans le département des Alpes-Maritimes, dont l'idée était de proposer une épreuve qui servirait de vitrine pour leur territoire. Le projet reçoit rapidement le soutien du Conseil Départemental des Alpes-Maritimes qui devient le partenaire titre de l'épreuve.
Annoncé sur les antennes d'Eurosport en juillet 2019, le projet est validé à l'automne par la Ligue nationale de cyclisme puis l'Union cycliste internationale qui l'inscrit à son calendrier 2020. Cependant, l'édition 2020, initialement prévue le 18 mai, est annulée en raison de la pandémie de coronavirus. La première édition est finalement organisée le lundi 24 mai 2021.

## Parcours
L'arrivée et le départ ont lieu à Valberg. La course est tracée dans le massif du Mercantour-Argentera avec un profil montagneux. Elle compte plus de 4 000 mètres de dénivelé et trois cols au programme dans sa partie finale.
L'épreuve a lieu un lundi au milieu du mois de mai, deux semaines avant le Critérium du Dauphiné et un mois avant le Tour de France. La course professionnelle sert de base à plusieurs courses pour les jeunes et a une randonnée cyclotouriste qui reprendra une partie du parcours de la course professionnelle.
Il s'agit de la deuxième course d'un jour pour les grimpeurs disputée en France, après le Mont Ventoux Dénivelé Challenges créé en 2019.

## Palmarès
| Année | Vainqueur          | Deuxième               | Troisième           |
| ----- | ------------------ | ---------------------- | ------------------- |
| 2021  | Guillaume Martin   | Aurélien Paret-Peintre | Bruno Armirail      |
| 2022  | Jakob Fuglsang     | Michael Woods          | David Gaudu         |
| 2023  | Richard Carapaz    | Felix Gall             | Lennert Van Eetvelt |
| 2024  | Lenny Martinez     | Clément Berthet        | Harm Vanhoucke      |
| 2025  | Cristian Rodríguez | José Félix Parra       | Iván Sosa           |